# Hen 2-437
Hen 2-437, auch M 1-91, ist ein planetarischer Nebel im Sternbild Fuchs. Über die Entdeckung des Nebels berichtete Rudolph Minkowski im Jahr 1946, wobei er auf die symmetrische, schmale Gestalt hinwies. Die Beobachtung wurde von Karl Gordon Henize 1967 bestätigt und in seinem Katalog planetarischer Nebel aufgenommen.